# Rodelinda
Rodelinda – opera Georga Friedricha Händla. Libretto napisał Nicola Francesco Haym na podstawie wcześniejszego libretta autorstwa Antonia Salviego. 
Premiera odbyła się w Teatrze Królewskim w Londynie 13 lutego 1725. Opera odniosła ogromny sukces, po przeróbkach i w innej obsadzie była wystawiana w Hamburgu w 1734 i 1736.
Po raz kolejny została wystawiona dopiero 26 czerwca 1920 w Getyndze, przerywając niemal dwustuletni okres całkowitej nieobecności oper Händla na światowych scenach. 
Akcja rozgrywa się w VII w. w Mediolanie, w Lombardii. 
Tytułowa Rodelinda to żona tamtejszego władcy Bertarida, pokonanego przez Grimoalda. Dramatyczne dzieje tych trojga oraz Eduige, siostry Bertarida, splatają się w opowieść spod znaku „płaszcza i szpady”, kipiącą od namiętności i sensacyjnych zwrotów akcji.

## Role
- Rodelinda – sopran
- Bertardio – kontralt lub kontratenor
- Grimoaldo – tenor
- Eduige – alt
- Unulfo – kontralt lub kontratenor
- Garibaldo – bas

## „Rodelinda” w Metropolitan Opera
Operę można było obejrzeć 3 grudnia 2011 roku w cyklu „Met Opera HD”. W tytułowej roli śpiewała Renée Fleming; partnerowali jej Andreas Scholl jako Bertarido, Stephanie Blythe jako Eduige, Iestyn Davies jako Unulfo, Joseph Kaiser jako Grimoaldo oraz Shenyang jako Garibaldo.